# Перехідний хаос
Перехідний хаос (англ. transient chaos) — у кінетиці коливальних процесів — детерміновано хаотичний режим, який спостерігається для автоколивальної хімічної реакції в закритому реакторі інтенсивного перемішування під час її еволюції від початкового стану до стану термодинамічної рівноваги.